# اسکایلند (نوادا)
اسکایلند (به انگلیسی: Skyland) یک منطقهٔ مسکونی در ایالات متحده آمریکا است که در نوادا واقع شده‌است. اسکایلند ۱۱٫۵ کیلومتر مربع مساحت و ۳۷۶ نفر جمعیت دارد و ۱٬۹۰۸٫۰۷ متر بالاتر از سطح دریا واقع شده‌است.